# Hitoshi Kihara
Hitoshi Kihara, född 21 oktober 1893, död 27 juli 1986, var en japansk cytogenetiker.
Hitoshi Kihara var Japans ledande ärftlighetsforskare på det botaniska området och blev professor vid Kyotos universitet 1927. Han var specialist på vetearternas härstamning och ärftlighetsförhållanden och lyckades bland annat avgöra att vanligt vete är en allopolyploid art, vars kromosomer härstammar från tre olika ursprungsarter inom släktena vetesläktet, kamveten och bockveten. Bland Kiharas omfattande produktion, till stor del publicerad i den japansk-internationella tidskriften Cytologia märks hans klassiska arbete Cytologische und genetische Studien bei wichtigen G-treidearten (i Memoirs of the College of Science, Kyoto Imperial University, serie B, volym I, 1924).